# Tallada de cabells

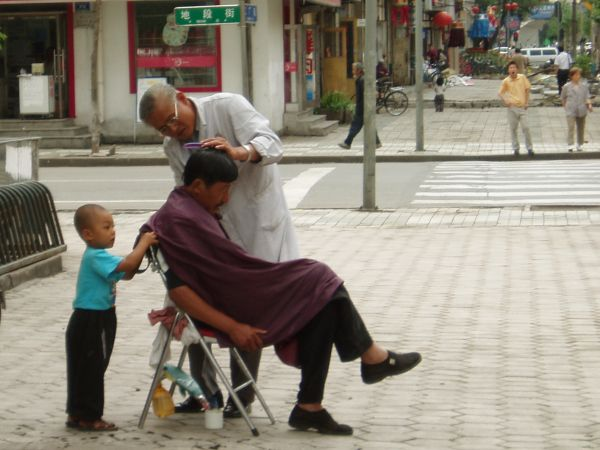
Un perruquer tallant els cabells al carrer, a la Xina

Per a un ésser humà, una tallada de cabells descriu l'escurçament o la modificació del tipus de pentinat dels cabells. L'activitat de la perruqueria o saló de bellesa suposa arreglar els cabells i modificar d'aquesta manera l'aspecte exterior de la persona.
Podem distingir tallada de cabells, que significa acció de tallar els cabells, de tallat de cabells, que significa preferentment la manera en què han quedat tallats, encara que, en algunes accepcions dels diccionaris, també és sinònim de tallada.
Implica diferents tipus d'intervencions sobre els cabells, entre els quals hi ha tallar, allisar, trenar, depilar, tenyir, descolorir, barrejar-los amb cabells falsos (sigui mitjançant una perruca o extensions postisses) o adornar-los de formes més o menys sofisticades que depenen de les diferents cultures i civilitzacions.

## Costum
Els humans de moltes cultures s'han tallat habitualment els cabells en lloc de deixar-lo créixer de manera natural. La forma de pentinar-los és també un senyal d'identitat cultural, social i fins i tot ètnica, i pot ser usada com una forma d'il·lustrar un estatus social o com a forma d'individualitzar la persona. Per tot això, té gran influència en el tallat de cabells, la moda en un moment donat en cada societat.
Els homes i les dones tenen de manera natural el mateix tipus i quantitat de cabells, sent el principal component dels cabells la proteïna anomenada queratina. Hi ha algunes diferències quant a la tendència a la caiguda dels cabells per l'edat, que és més comú en el cas dels homes. D'altra banda, el gènere sol influir des d'un punt de vista social, distingint-se en molts casos el tipus de tallat de cabells socialment acceptat pels homes i per les dones.

## Cabells postissos
Hi ha un mercat important a tot el món en tallat de cabells i dels cabells en si mateixos. Es produeixen tant perruques com objectes per al pentinat i decoració dels cabells, així com eines per als barbers i perruquers. També hi ha un mercat de productes per a l'entrenament i ensenyament dels perruquers, amb perruques dissenyades amb aquesta finalitat.
En alguns països, normalment amb un nivell de desenvolupament mitjà o baix, la venda dels cabells d'hom mateix per a la fabricació de perruques pot ser una font significativa d'ingressos, que dependrà de la llargada, gruix, condició i color dels cabells.